# Harry Babasin
Harry Babasin, de son vrai nom Yervant Harry Babasin Jr., né le 19 mars 1921 à Dallas au Texas et  mort le 21 mai 1988 à Los Angeles en Californie, est un contrebassiste et violoncelliste de jazz américain. C'est un représentant du jazz West Coast.

## Biographie
Harry Babasin naît d'un père immigré arménien et d'une mère professeur de musique au North Texas State College. Alors qu'il suit des études dans l'établissement où enseigne sa mère, il se met à jouer avec Herb Ellis, Jimmy Giuffre, Gene Roland, Johnny Smith, et Tommy Reeves. C'est là qu'il s'initie à différents instruments. Après des débuts dans des orchestres locaux, où il impose parfois le changement complet de la section rythmique, il commence à participer à des tournées avec différents orchestres d'importances variables : ceux de Jimmy Joy, Bob Strong, Billie Rogers, Gene Krupa (1945), Charlie Barnet (1945), Boyd Raeburn (1945-46), Benny Goodman (1946), Woody Herman (1948), Frank De Vol, Jerry Gray, entre autres.
Il se fixe à New York, puis, dès 1945 en Californie où il apparaît dans le film « A song is born » avec Benny Goodman.
Outre ce travail en big band, il participe à de nombreuses séances d'enregistrement dans de petites formations avec des boppers (Dodo Marmarosa, Sonny Criss) ou ce que l'on nommera plus tard les "westcoasters" (Buddy Childers, par exemple), sans omettre les jam sessions auxquelles il participe. Il promène sa carrure devenue imposante de « bear » (ours), comme l'a surnommé un confrère partout où manque une contrebasse.
C'est de 1948 que date la première séance d'enregistrement sous son nom, mais la seconde quatre ans plus tard reste fameuse par la qualité des solistes, Charlie Parker et le tout jeune Chet Baker. Il forme un groupe, les « Jazz Pickers », construit autour d'un trio d'instruments joués pizzicato (guitare, violoncelle, basse) avec lequel il enregistre quelques disques en 1944 et 1947, parfois sur sa propre marque (mais éphémère) Nocturne. Mais il devient de plus en plus un bassiste « free-lance » (sans orchestre attitré), sur la Côte Ouest et, de plus en plus, à Hollywood, participant à maints enregistrements en petite formation, avec Laurindo Almeida, avec lequel il introduit (avant Stan Getz) le rythme de bossa nova, Bud Shank, Bob Enevoldsen, Herbie Harper, Art Pepper.
Il devient un des directeurs d'une association sans but lucratif, le « Los Angeles Theatrum » qui se propose de collecter toutes les traces enregistrées et tous les documents concernant le mouvement West Coast. En sont issues quelques disques édités par la firme « Jazz Chronicles ».
Atteint d'emphysème, il décède en 1988.

## Son style
Bassiste virtuose, s'exprimant en phrases rapides, souvent dans l'aigu de l'instrument, il sait également accompagner avec la sobriété de la « walking bass » (une note par temps, avec va-et-vient à l'octave et évoluant avec la progression harmonique). Il est l'initiateur du jeu pizzicato au violoncelle, et ouvre la voie à Oscar Pettiford.
À la fin de sa vie, il se flattait d'avoir participé à 1500 enregistrements à la contrebasse.

## Discographie
- 1952 : Inglewood jam (Jazz Chronicles, Fresh Sound)
- 1953 : Laurindo Almeida Quartet featuring Bud Shank, de Laurindo Almeida et Bud Shank
- 1954 : Jazz in Hollywood (Nocturne)
- 1957 : Harry Babasin and the Jazz Pickers/Terry Gibbs' (VSOP)
- 1957 : The Jazzpickers (Mode)
- 1957 : Command Performance' (EmArcy)
- 1957 : For moderns only (EmArcy)